# Janine Chamot
Janine Chamot (* 4. Februar 1983 in Morrens) ist eine ehemalige Schweizer Fussballspielerin. Die Torhüterin spielte von 1998 bis 2012 beim FFC Bern und bei den YB Frauen, zuletzt in der Saison 2014/15 bei den Femina Kickers Worb. Sie ist ehemalige Spielerin der Schweizer Nationalmannschaft. 

## Persönlich
Janine ist die Tochter von Astrid und Jean-Paul Chamot, einem ehemaligen Torhüter des FC Köniz. Sie ist mit ihrer Schwester Nathalie in Schliern/Köniz aufgewachsen und arbeitet als kaufmännische Angestellte. In ihrer Freizeit trifft sie gerne ihre Freunde, kocht und shoppt gerne.

## Fussballkarriere
Ihre Karriere begann Chamot 1993 beim FC Köniz. Im Sommer 1997 wechselte sie zur Jugend der FFC Bern und deren 2. Mannschaft. Innerhalb von nur zwei Jahren spielte sie sich in den Kreis der 1. Mannschaft. Beim FFC Bern gewann sie zwei Mal das Double in den Jahren 2000 und 2001. Seit 2009 ist der FFC Bern in den BSC Young Boys Betriebs AG integriert, und der Club spielt seither unter dem Namen YB Frauen. Ende der Saison 2010/2011 wurde sie mit ihrer Mannschaft wieder Schweizer Frauenfussball-Meisterin. Das letzte Spiel mit den YB Frauen bestritt sie am 1. Dezember 2012 bei der 0:3-Niederlage gegen den SC Kriens. Zur Saison 2014/15 wechselte sie zu den Femina Kickers Worb, danach beendete sie ihre Karriere.
Janine Chamot wurde 2010 vom Frauenfussball Magazin als Torhüterin des Jahres prämiert.

## Nationalmannschaft
Janine Chamot spielte von 1996 bis 1999 in der U-16-Regionalauswahl des Fussballverbands Bern/Jura. Von 1999 bis 2002 spielte sie für die Schweizer U-19-Fussballnationalmannschaft der Frauen. Ihr Debüt gab sie beim Qualifikationsspiel zur U-18-Europameisterschaft am 10. Juli 2000, als die Schweiz gegen die Färöer mit 5:0 gewannen. Insgesamt kam sie dort etwa 40 Mal zum Einsatz. Zwischen 2002 und 2008 stand sie im Kader der Schweizer Fussballnationalmannschaft der Frauen, war dort jedoch nur vier Mal Ersatztorhüterin hinter Marisa Brunner.

## Erfolge
- Schweizer Meisterin: mit dem FFC Bern 2000, 2001, mit den YB Frauen 2011
- Schweizer Cup, Siegerin: 2000, 2001
- Schweizer Cup, Finalistin: 2002, 2003, 2008, 2010, 2011
- Schweizer Torhüterin des Jahres: 2010